# Cyrtodactylus matsuii
Cyrtodactylus matsuii är en ödleart som beskrevs av  Tsutomu Hikida 1990. Cyrtodactylus matsuii ingår i släktet Cyrtodactylus och familjen geckoödlor. Inga underarter finns listade i Catalogue of Life.